# 李永进
李永进（1934年3月—2022年10月17日），男，河北栾城人，中华人民共和国政治人物，曾任河北省高级人民法院院长，河北省人大常委会副主任，第五届全国人大代表。